# Ópera en América Latina
Se entiende por Ópera latinoamericana al desarrollo íntegro del género operístico en todos los países que componen América Latina, incluyendo tanto la obra de sus compositores e intérpretes como la actividad operística allí realizada.

## Ópera virreinal

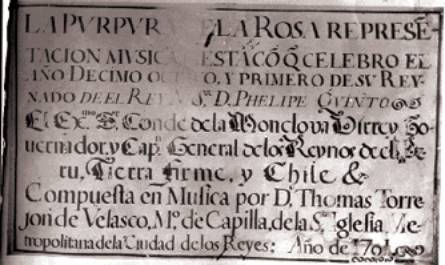
Manuscrito original de La Púrpura de la Rosa La portada reza: Representación música, fiesta con que celebró el año décimo octavo y primero de su reinado del rey, nuestro señor, Don Felipe Quinto, el excelentísimo señor Conde de la Monclova, Virrey, Gobernador y Capitán General de los Reinos del Perú, Tierra Firme y Chile, etc. Compuesta en música por Don Tomás de Torrejón y Velasco, Maestro de Capilla de la Santa Iglesia Metropolitana de la Ciudad de los Reyes, año de 1701

La ópera en América Latina llegó por consecuencia de la colonización europea. El 19 de octubre de 1701 se estrenó en el Virreinato del Perú la ópera La púrpura de la rosa, ópera en un acto compuesta por Tomás de Torrejón y Velasco sobre un libreto de Pedro Calderón de la Barca. Es la primera ópera compuesta y ejecutada en América y la única ópera sobreviviente de Torrejón y Velasco. La obra cuenta el mito de los amores de Venus y Adonis, que provoca los celos de Marte y su deseo de venganza.
En 1711 se estrena en la ciudad de México la ópera La Parténope con música de Manuel de Sumaya, maestro de la capilla catedralicia y el más grande compositor barroco mexicano. La especial importancia de esta ópera es que es la primera compuesta en América del Norte y la primera ópera compuesta en el continente por un americano. Esta ópera da inicio a la fecunda y aún poco estudiada historia de la creación operística latinoamericana no interrumpida desde entonces durante trescientos años.

## Ópera decimonónica

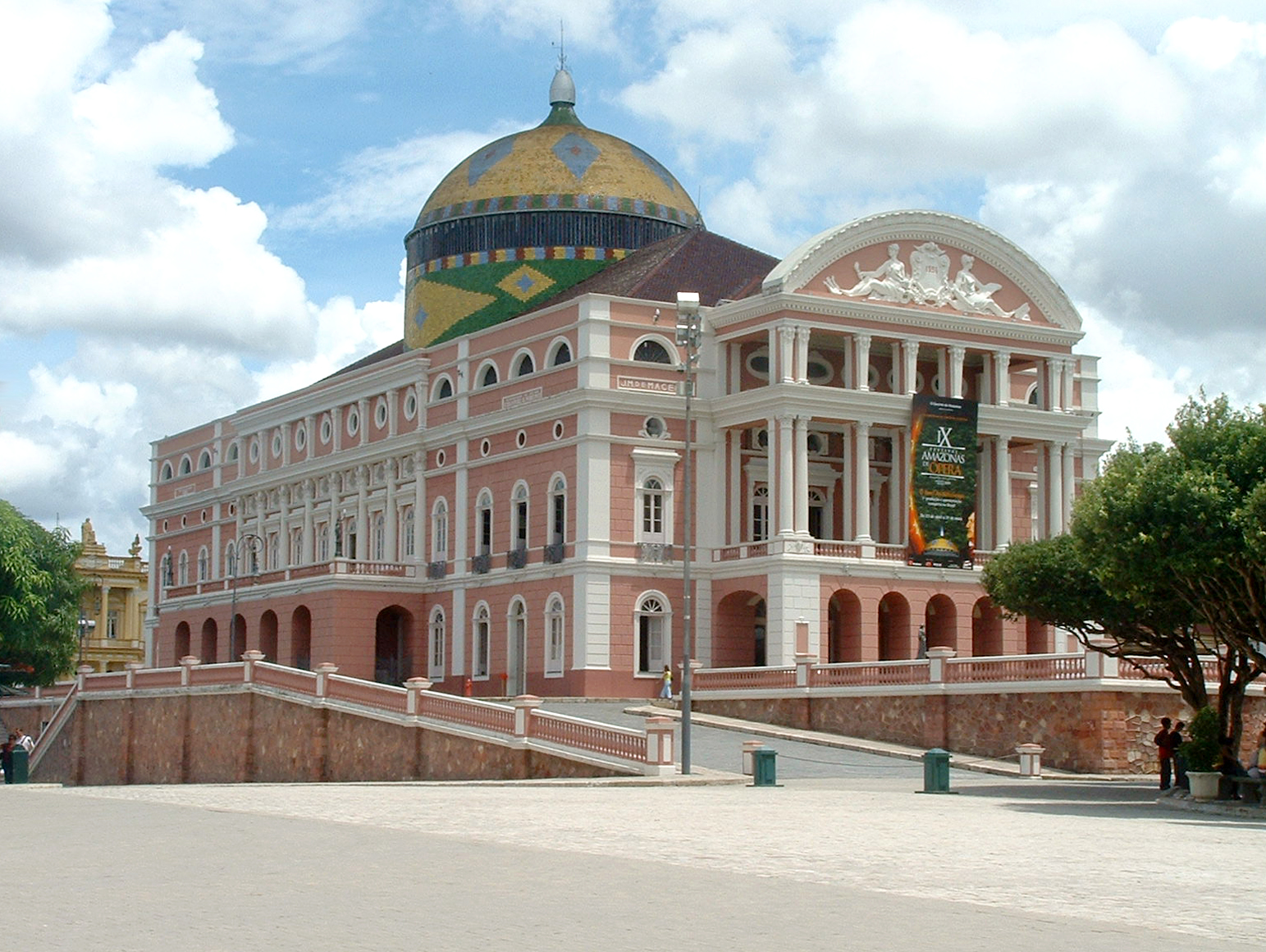
Teatro Amazonas en Manaos

La primera ópera compuesta y estrenada en el Brasil fue I Due Gemelli, de José Maurício Nunes Garcia, cuyo texto se perdió posteriormente. Se puede consdierar como la primera ópera genuinamente brasileña con texto en portugués A Noite de São João, de Elias Álvares Lobo.
Una parte importante de sus óperas fueron estrenadas en Italia con texto en italiano. No obstante, Carlos Gomes frecuentemente usó temáticas típicamente del Brasil. Tal es el caso de sus óperas Il Guarany y Lo Schiavo.
La ópera Guatemotzin del mexicano decimonónico Aniceto Ortega es el primer intento consciente por incorporar elementos nativos a las características formales de la ópera. 

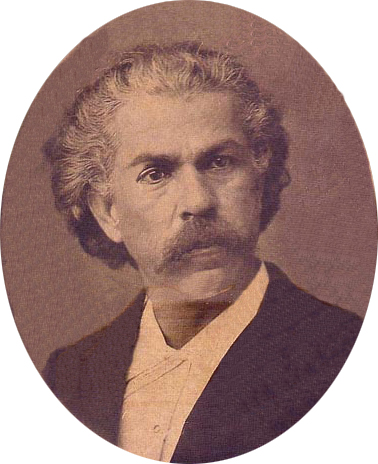
Carlos Gomes

El compositor de óperas brasileñas más famoso fue Carlos Gomes. 
Dentro de la producción operística mexicana del siglo XIX sobresalen la ópera Agorante, rey de la Nubia de Miguel Meneses, estrenada durante las festividades conmemorativas por el cumpleaños del emperador Maximiliano I de México, las óperas Pirro de Aragón de Leonardo Canales, Keofar de Felipe Villanueva.  La obra operística de Melesio Morales es la más importante de México del siglo XIX Sus obras Romeo y Julieta, Ildegonda, Gino Corsini, Cleopatra tuvieron gran éxito entre el público de la Ciudad de México y se estrenaron en Europa. La última ópera de Melesio Morales, Anita, compuesta en 1908 no se estrenó hasta el año(2000). La composición de óperas del último periodo de Melesio Morales coincide con la creación de las óperas, en México de su propio hijo Julio Morales, de Felipe Villanueva, Ricardo Castro y Gustavo E. Campa, entre otros. La obra de Ricardo Castro se ubica en la tradición de las óperas con temas históricos y tendencias nacionalistas como el Guatemotzin de Aniceto Ortega, Il Guarany de Antonio Carlos Gomes, Ollanta y Atahualpa de José María Valle Riestra, Huémac de Pascual de Rogatis y Quiché Vinak de Jesús Castillo entre muchas otras.
El movimiento operístico mexicano citado antes formó parte de un movimiento de creación operístico latinoamericano finisecular en el que destacan los nombres del chileno Eliodoro Ortiz de Zárate, los colombianos José María Ponce de León y Augusto Azzali, el brasileño Antonio Carlos Gomes, el uruguayo León Ribeiro y los argentinos Francisco Hargreaves, Miguel Rojas y Edoardo Torrens.
La primera ópera de Venezuela es El maestro Rufo Zapatero, ópera bufa compuesta en 1847 por José María Osorio, aunque generalmente se piensa que fue Virginia, de José Ángel Montero, estrenada en 1877, bajo el auspicio
del presidente Antonio Guzmán Blanco. Anteriormente se habían compuesto varias zarzuelas, También del maestro Osorio, pero se cree que la primera en ser estrenada fue Los alemanes en Italia, de José Ángel Montero, en la década de 1860. Este mismo autor también estrenó las zarzuelas en un acto El Cumpleaños de Leonor, El Charlatán Mudo, La Modista y muchas otras. Otro de los grandes compositores de Venezuela fue Reynaldo Hahn, alumno de Massenet, del que cual tuvo muchísima influencia. También en el género de la zarzuela, cabe destacar al maestro Pedro Elías Gutiérrez, quien imprimió en el Alma Llanera, los ritmos autóctonos del país.

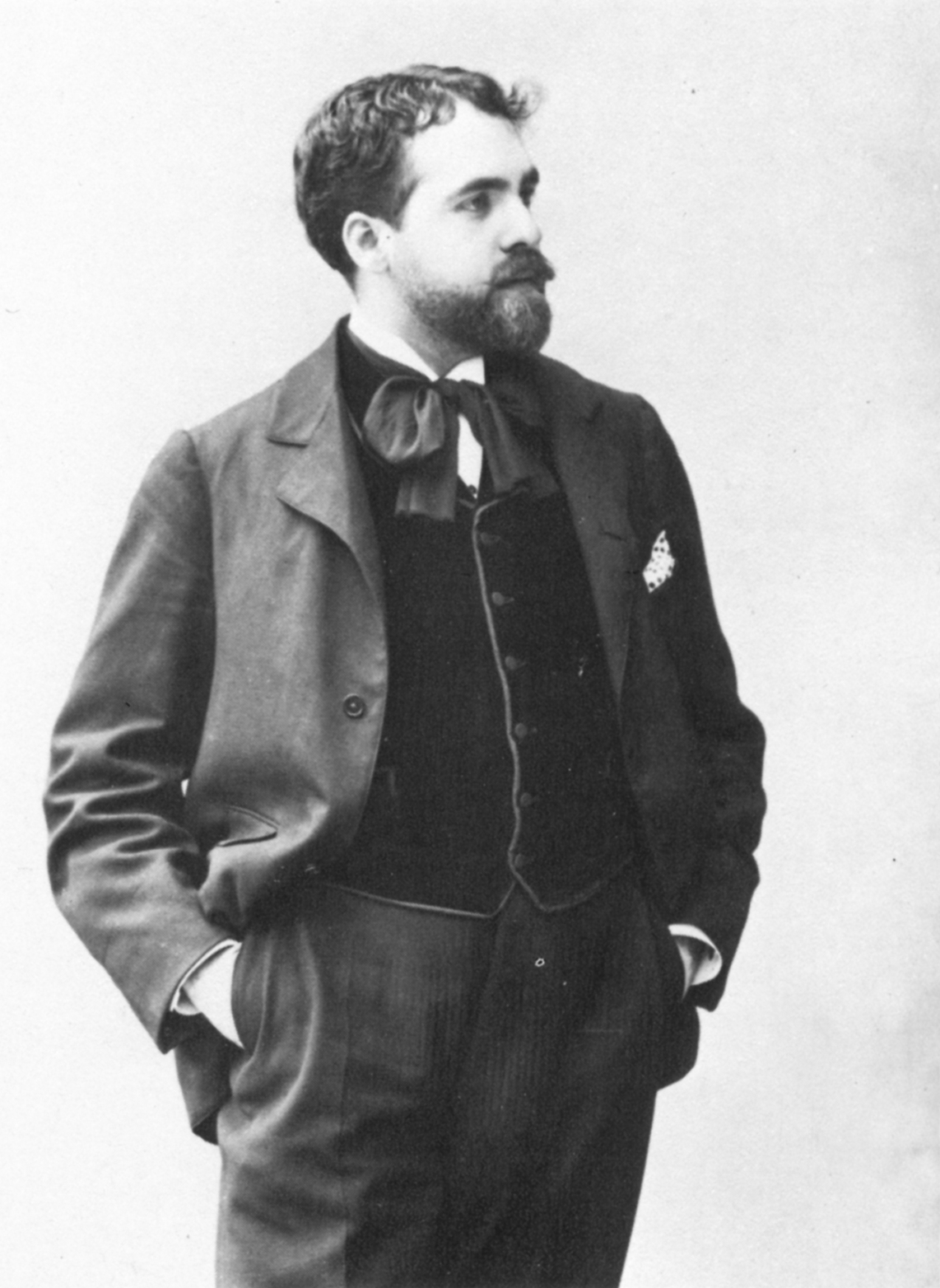
El compositor venezolano Reynaldo Hahn, fotografiado por Félix Nadar.

La Parisina de Tomás Giribaldi es considerada la primera ópera uruguaya. Fue estrenada en septiembre de 1878. La obra tuvo un gran éxito y despertó el interés del público por óperas escritas por compositores uruguayos. Otros compositores uruguayos que escribieron óperas en aquella época motivados por el éxito de La Parisina son León Ribeiro y Alfonso Broqua. León Ribeiro estrena su ópera Colón en 1892 en el marco de las festividades por el cuarto centenario del descubrimiento de América. Alfonso Broqua escribe una ópera, Tabaré, basada en el poema homónimo de Juan Zorrilla de San Martín publicado en 1888.

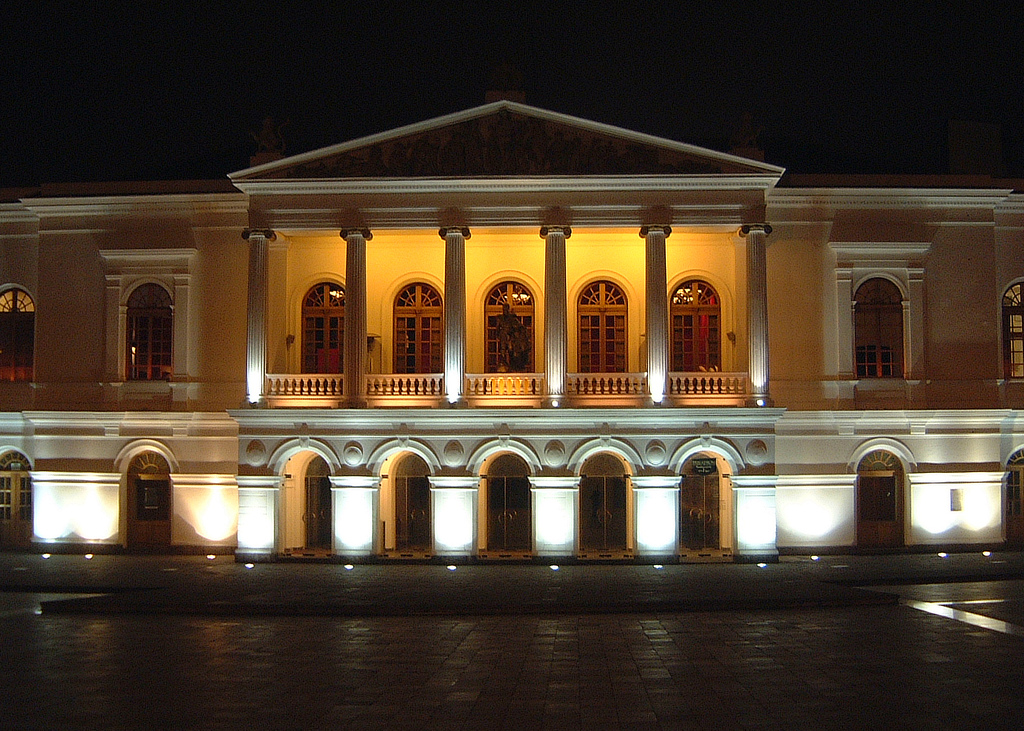
Teatro Nacional de Sucre (Quito)

 En el siglo XIX se desarrolló en América Latina una corriente de óperas en las que se presenta la confrontación entre europeos e indígenas. Entre las más importantes óperas de esta tendencia indigenista destacan las óperas Liropeya del uruguayo León Ribeiro, Guatemotzin del mexicano Aniceto Ortega, basada en una novela de Gertrudis Gómez de Avellaneda, la ópera Il Guarany basada en una novela del brasileño José Martiniano de Alencar compuesta por Antonio Carlos Gomes (1836-1896), la ópera Atzimba del también mexicano Ricardo Castro (1864-1907), las tres óperas homónimas basadas en el Tabaré de Juan Zorrilla de San Martín escritas, correspondientemente, dos por los mexicanos Arturo Cosgaya Ceballos (1869-1937) y Heliodoro Oseguera y la tercera por el uruguayo Alfonso Broqua; y las tres óperas ecuatorianas basadas en la novela Cumandá o un drama entre salvajes del ecuatoriano Juan León Mera, a saber la ópera Cumandá de Luis Humberto Salgado (1903-1977), la ópera Cumandá o la virgen de las selvas de Pedro Pablo Traversari Salazar (1874-1956) y Cumandá de Sixto María Durán Cárdenas (1875-1947).

## Ópera contemporánea

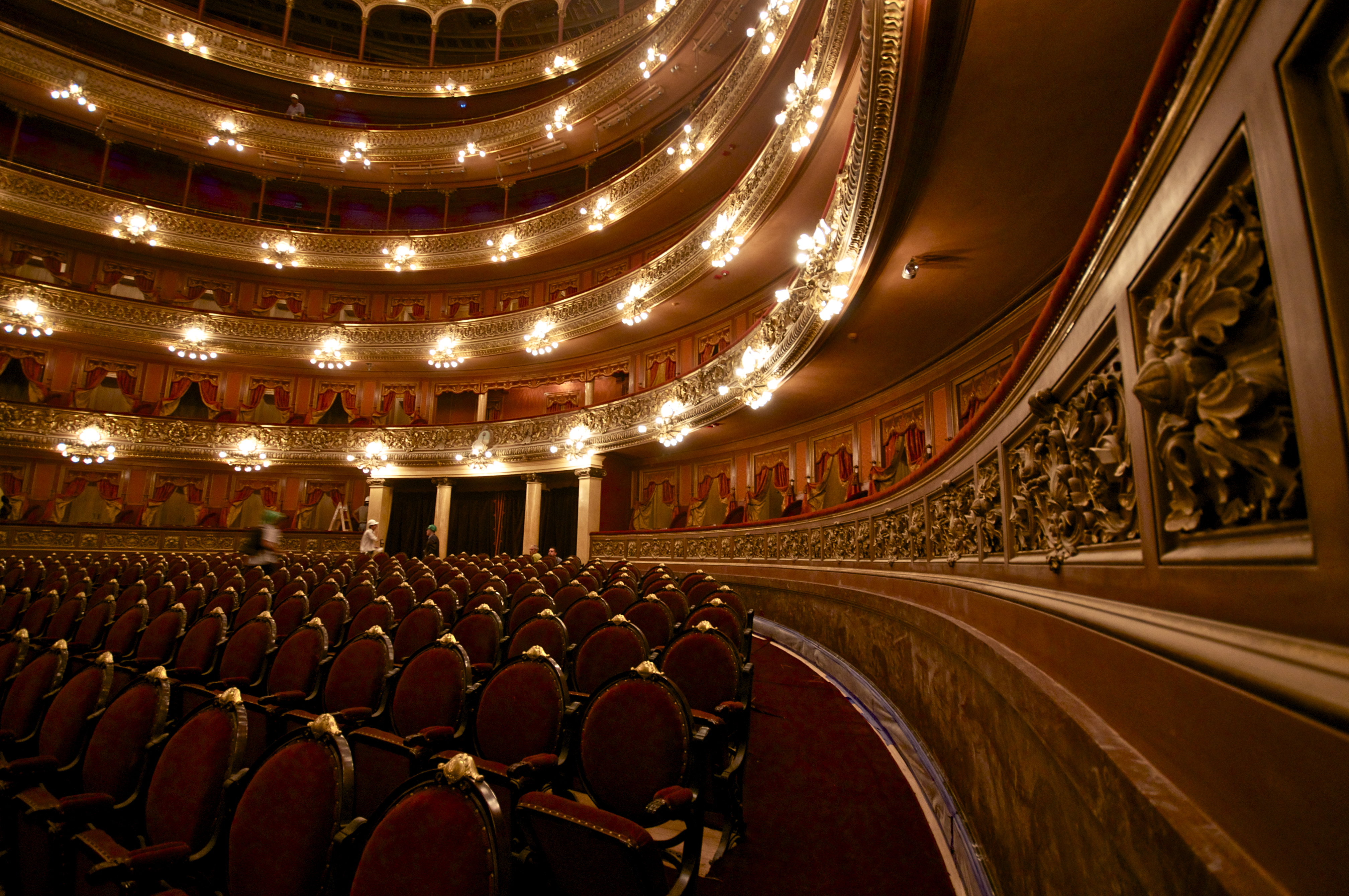
Sala del Teatro Colón (Buenos Aires)

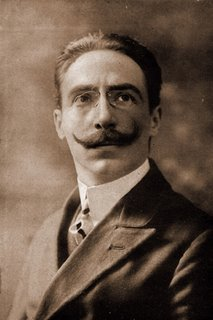
Héctor Panizza.

### Argentina
En Argentina, la ópera cobró inmensa popularidad con la masiva inmigración europea a principios del siglo (especialmente italianos y españoles) y con la inauguración del Teatro Colón de Buenos Aires en 1908, donde se llevaron a cabo la mayoría de los estrenos mundiales de óperas de compositores argentinos y la proliferación de salas líricas a lo largo y ancho del país que en su momento de mayor esplendor llegó a la cincuentena. Entre los más destacados se cuentan Héctor Panizza (cuya ópera Aurora fue encargada para la temporada inaugural del Colón y Bizancio de 1939), Felipe Boero (El Matrero de 1929, Tucumán 1918, Ariana y Dyonisos, 1920, Raquela, 1923 y Siripo, 1937), Juan José Castro (Bodas de sangre y La zapatera prodigiosa, sobre obras de Federico Garcia Lorca y Proserpina y el extranjero, 1952), Carlos López Buchardo (El sueño de Alma, 1914), Pascual De Rogatis (Huemac, 1916 y La novia del hereje, 1934), Eduardo García Mansilla (La angelical manuelita,1917), Constantino Gaito (Petronio, 1919; Ollantay, 1926, La sangre de las guitarras), 1927, Floro Ugarte (Saika, 1920), Gilardo Gilardi (Ilse, 1923; La leyenda del urutaú, 1934), Athos Palma (Nazdah, 1924), Héctor Iglesias Villoud (El Oro del Inca, 1953), Virtú Maragno y Alberto Ginastera con Don Rodrigo, Beatrix Cenci y Bomarzo.

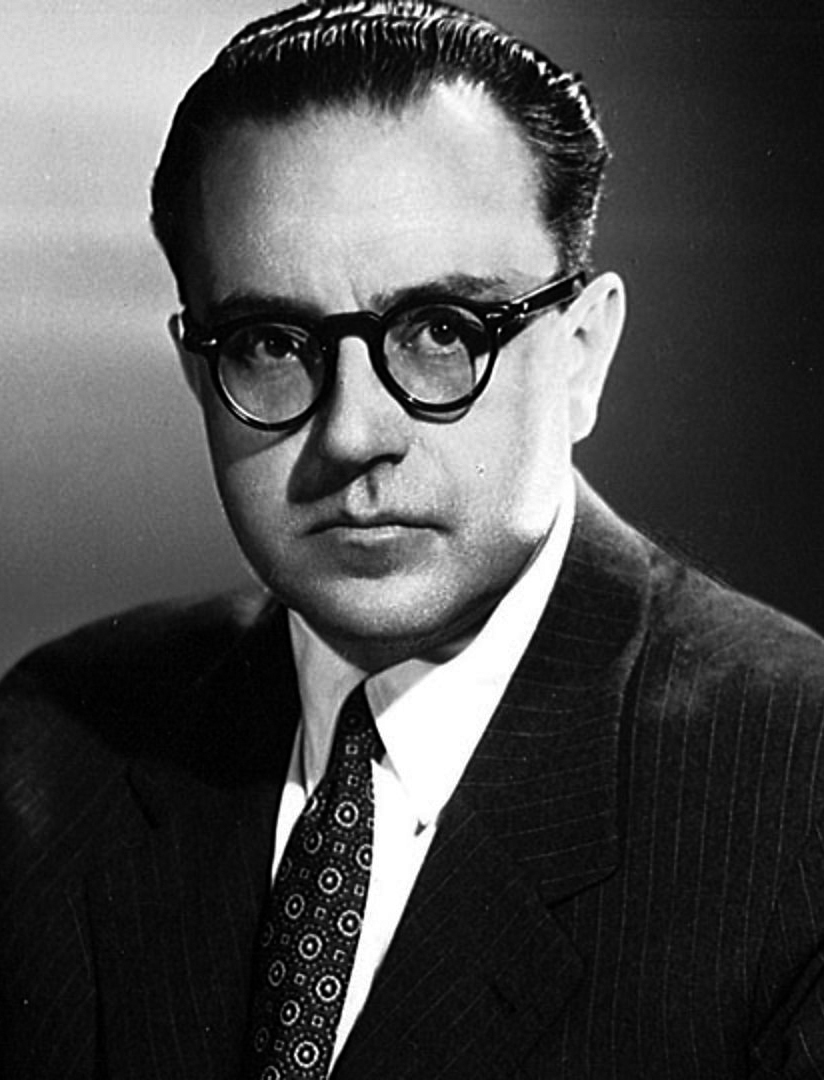
Alberto Ginastera.

Más recientemente Roberto García Morillo (El caso Maillard, 1977), Mario Perusso (La voz del silencio), Claudio Guidi-Drei (Medea, 1973), Juan Carlos Zorzi (Antigona Velez, 1991 and Don Juan, 1993), Pompeyo Camps (La hacienda, 1987, Marathon, 1990 and La oscuridad de la razón, 1996), Gerardo Gandini (La ciudad ausente, 1995 and Liederkreis, 2000), Astor Piazzolla (Maria de Buenos Aires) y Osvaldo Golijov (Ainadamar).

### Brasil
En Brasil destacan de la primera mitad del siglo XX compositores de ópera como Heitor Villa-Lobos, autor de óperas como Izath, Yerma y 

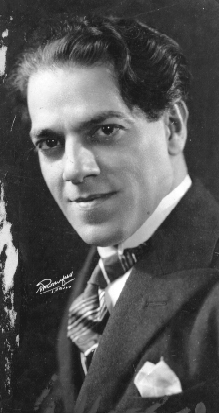
Heitor Villa-Lobos circa 1922

Aglaia, y Mozart Camargo Guarnieri, autor de Um Homem Só y Pedro Malazarte. La ópera contemporánea del Brasil sigue las tendencias vanguardistas, como es el caso de obras como Olga, de Jorge Antunes, A Tempestade, de Ronaldo Miranda, e O Cientista, de Silvio Barbato.

### Chile
En el Chile del siglo XXI se han escrito y estrenado óperas que lograron importante presencia a nivel nacional, entre estas debemos citar las óperas Viento Blanco y Gloria , de Sebastián Errázuriz, y Renca, París y Liendres y El Cristo de Elqui del compositor Miguel Farías.

### Ecuador
En Ecuador actual debemos citar las óperas Los Enemigos de Mesías Maiguashca, basada en el cuento de Jorge Luis Borges El milagro secreto, Manuela y Simón de Diego Luzuriaga y la ópera instrumental El árbol de los pájaros de Arturo Rodas.

### México

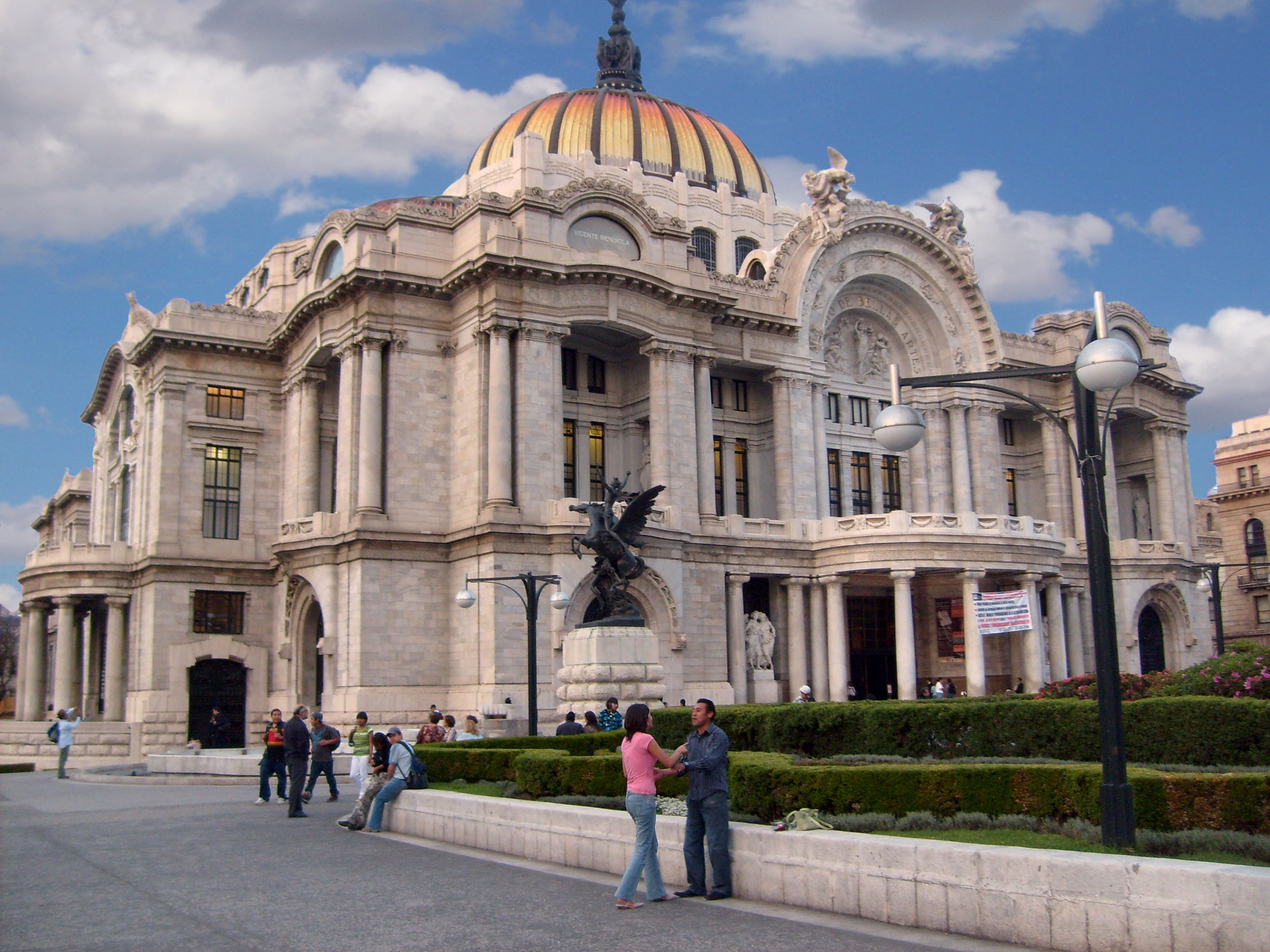
Palacio de Bellas Artes de la Ciudad de México.

Otro grupo interesante es el de aquellos compositores que intentaron desarrollar una tradición operística yucateca basándose en leyendas mayas. Todos ellos desarrollaron gran parte de su obra en Mérida, México y han sido despreciados por los historiógrafos nacionales mexicanos. En este caso particular se encuentran las óperas de Cosgaya Ceballos, Ríos Escalante, Ricalde Moguel, Rivera Velador, Cárdenas Samada, Jebe Halfdan. En la primera mitad del siglo XX sobresalen en la creación operística mexicana Julián Carrillo y los compositores cercanos a él como Antonio Gomezanda, Juan León Mariscal, Julia Alonso, Sofía Cancino de Cuevas, José F. Vásquez, Arnulfo Miramontes, Rafael J. Tello, Francisco Camacho Vega, Efraín Pérez Cámara. Todos ellos han sido relegados por la historiografía musical oficial que tan sólo reconoció la obra de los compositores nacionalistas. Desde finales del siglo XX en México (y toda Latinoamérica) hay un creciente interés de los compositores por escribir ópera.
Entre los compositores mexicanos de inicios del siglo XXI que sobresalen con sus óperas debe mencionarse a Federico Ibarra, Daniel Catán, Leandro Espinosa, Marcela Rodríguez, Víctor Rasgado, Javier Álvarez, Roberto Bañuelas, Luis Jaime Cortez, Julio Estrada, Gabriela Ortiz, Enrique González Medina, Manuel Henríquez Romero, Leopoldo Novoa, Hilda Paredes, Mario Stern, René Torres, Juan Trigos, Samuel Zyman, Mathias Hinke, Ricardo Zohn-Muldoon, Isaac Bañuelos, Gabriel de Dios Figueroa, Enrique González-Medina, José Carlos Ibáñez Olvera, Víctor Mendoza, Emmanuel Vázquez, Felipe Pérez Santiago, Gabriel González Meléndez, Guillermo Digo, Guillermo Galindo, Horacio URiba, Jaime Wolfson, Jomi Delgado, Jorge Torres Saenz, José Miguel Delgado, Lorena Orozco, Luis Felipe Losada, Mauricio Rodríguez, Robert Xavier Rodríguez, Roberto Carlos Flores, Roberto Morales Manzanares, Rogelio Sosa.
El 8 de abril de 2011 murió inesperadamente el compositor mexicano Daniel Catán, cuyas óperas han sido las de mayor éxito internacional en toda la historia de la ópera latinoamericana. Catán logró colocar el idioma español dentro de los repertorios de las grandes casas de ópera internacionales.

### Costa Rica

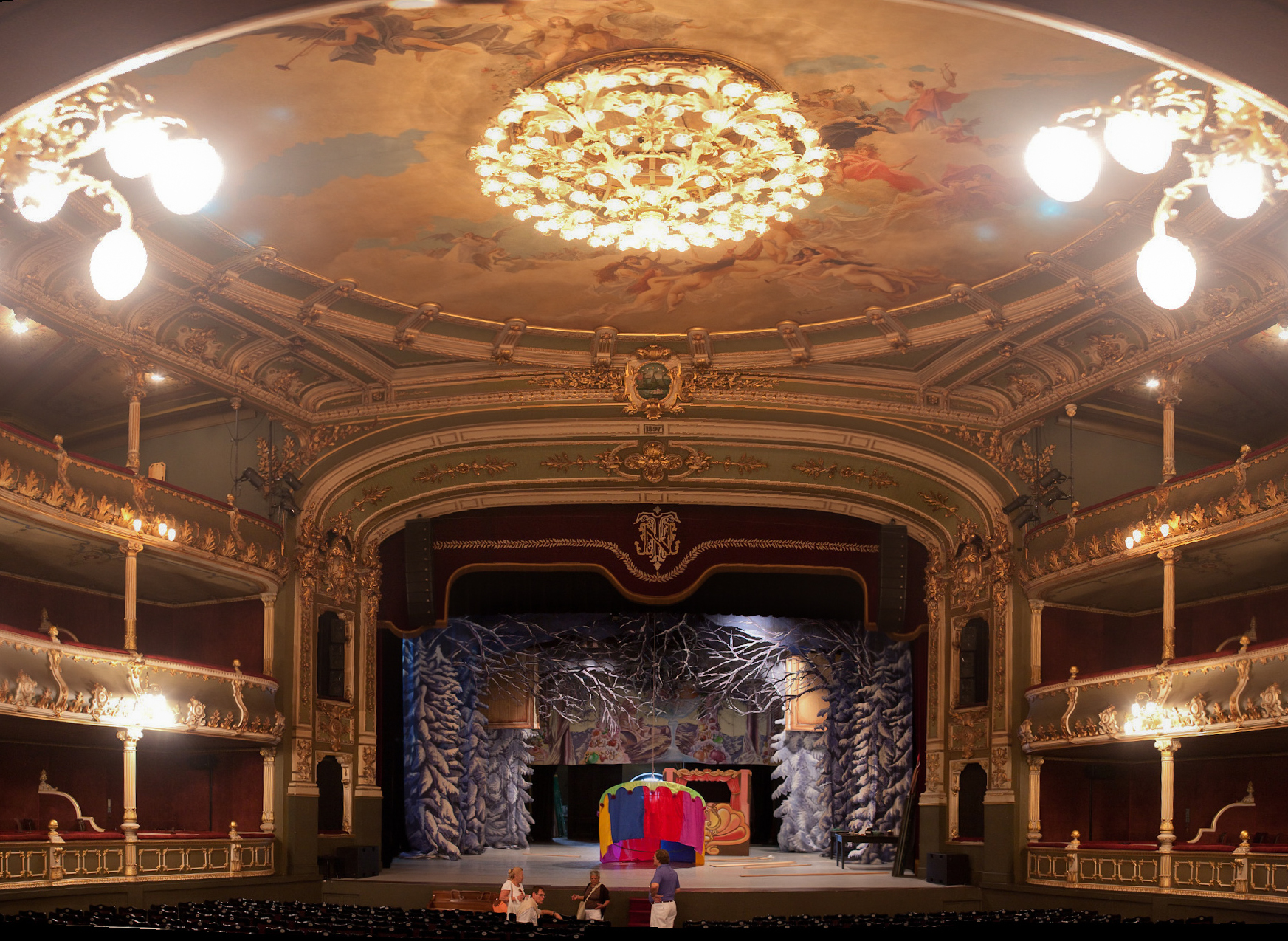
Vista del escenario y los palcos del Teatro Nacional de Costa Rica.

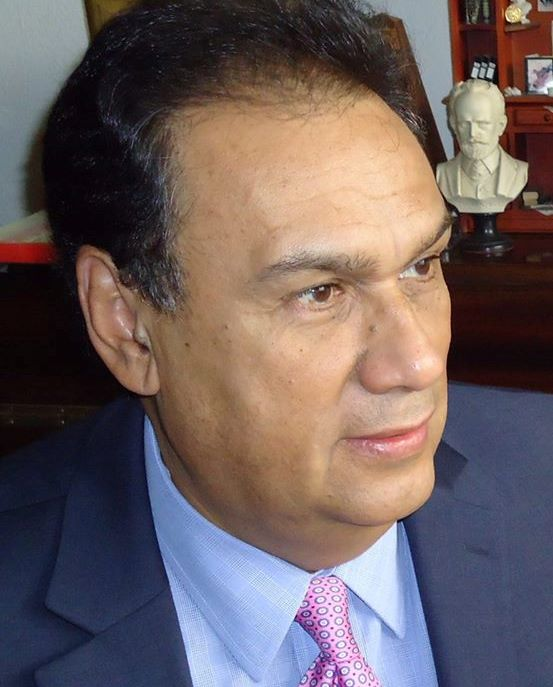
El tenor Gonzalo Castellón es considerado el maestro promotor de la ópera contemporánea de Costa Rica, con una intensa trayectoria internacional

El siglo XX inició con las presentaciones de nivel mundial en el Teatro Nacional de Costa Rica, con la interpretación de la ópera Fausto de Charles Gounod, por parte de la Compañía de Ópera Francesa Aubry. Además del Teatro Nacional y el Variedades, destacan el Teatro Popular Melico Salazar (1928) y el Teatro Municipal de Alajuela.
En ese periodo destacó la gran figura de Melico Salazar que en 1902 con 15 años de edad entra al escenario por primera vez con la zarzuela «Cádiz». Al llegar a suelo italiano en 1907, es acogido por la familia del pianista y compositor Albise Castegnaro y se inicia su época de estudiante en el viejo continente. Estos estudios llegan a su culminación con el debut que realiza en el Teatro dal Verme en el papel masculino principal de la ópera «Lucia di Lammermoor» en 1914. Tres años antes, el 22 de abril de 1911, había debutado en Costa Rica con «Cavalleria Rusticana» de Pietro Mascagni y con «I Pagliacci» de Ruggero Leoncavallo, con la misma compañía de Lumbardi que había visto de niño. A partir de ese momento, y de la mano de la compañía de Lumbardi, Melico extendería su fama por Centroamérica, Estados Unidos y el resto del mundo.
En 1913, el tenor hace su tercera visita a Italia, en momentos en que vivía toda su gloria el inmortal Enrico Caruso. Melico y Caruso llegaron a conocerse e incluso hubo una ocasión, en 1917 que Salazar lo sustituyó, a raíz de que el famoso tenor italiano estaba indispuesto, en el transcurso de una presentación que ambos realizaron en Cuba, con obras de Verdi. En Milán, Melico canta como tenor principal en «Gli Zingari», de Leoncavallo.
El 31 de diciembre de 1921, debuta en el Metropolitan Opera House de New York, sustituyendo al indispuesto tenor Giovanni Martinelli, en la ópera «La Forza del Destino», junto a Rosa Ponselle, Giuseppe Danise y bajo la dirección de Gennaro Papi. Su participación en dicho escenario se considera en la actualidad el logro más grande de su carrera. Siguieron posteriormente funciones de «I Pagliacci», «Aída», «Andrea Chénier», además de haber participado en dos conciertos cantando fragmentos de «Tosca» y de «Aída».
En la segunda mitad del siglo XX e inicios del siglo XXI, en el ámbito operístico Costa Rica ha contado con excelentes cantantes, quienes han tenido carreras notables a nivel nacional e internacional. Citando algunos, se puede mencionar a Gonzalo Castellón, Enrique Granados, Zamira Barquero, Rafael Ángel Saborío, Fulvio Villalobos, Guadalupe González, María Marta López, Elena Villalobos, Raquel Ramírez, Anayanci Quirós, Ernesto Rodríguez, Fitzgerald Ramos, José Arturo Chacón e Íride Martínez entre otros.
De esta etapa destaca Gonzalo Castellón que sus estudios formales en la Escuela de Artes Musicales de la Universidad de Costa Rica, música con énfasis en Canto Lírico, y los continuó en la Scuola di Perfezzionamiento presso al Teatro alla Scala, Milano, Italia y en el Conservatorio Giuseppe Verdi de la misma ciudad.
Sus profesores han sido entre otros, Iolanda Morselli, Oscar Scaglioni y Emer Campos. Cursó estudios de repertorio con los maestros Antonio Beltrami, Ettore Campogalliani, Edoardo Lanfredi, Gerard Souzay y Dalton Baldwin.
En la Escuela de Derecho de la Universidad de Costa Rica, también se graduó en leyes y notariado, lo hizo también en la Escuela de Historia de la misma universidad. En este ámbito completó sus estudios de doctorado en legislación penal en Milano, simultáneamente con el perfeccionamiento en operística.

### Perú
En Perú se ha desarrollado un incipiente movimiento operístico a partir de la segunda década del siglo XXI. En noviembre de 2012 se estrenaron las óperas  Secreto, libreto de Maritza Núñez y música Clara Petrozzi, La Cena, libreto de Maritza Núñez y música de Gonzalo Garrido Lecca; Post Mortem, libreto de Maritza Núñez y música de Sadiel Cuentas, María Fernanda se reb(v)ela, libreto de Maritza Núñez y música de Rafael Leonardo Junchaya, Sacrificio, libreto de Maritza Núñez y música de Álvaro Zúñiga. 
En diciembre de 2012 se estrenó la ópera Akas Kas, libreto de Celeste Viale y música de Nilo Velarde en el Gran Teatro Nacional de Perú. También con música de Nilo Velarde y libreto de Maritza Núñez se estrenó en octubre de 2013 La Ciudad Bajo el Mar. También en diciembre de 2015 se estrenó la ópera Bel Canto con música de Jimmy Lopez y libreto de Nilo Cruz como un encargo de la Lyric Opera of Chicago y estrenada en el Ardis Krainik Theatre of the Civic Opera House, Chicago. En mayo de 2016 se estrenó en Helsinki Ger Mania con libretto de Maritza Núñez y música de Álvaro Zúñiga.

### Venezuela
En la Venezuela contemporánea ha habido grandes compositores líricos, entre ellos María Luisa Escobar entre cuyas obras más importantes se encuentran Kanaime, Orquídeas Azules, Princesa Girasol, entre otras. Otros autores importantes han sido Hector Pellegatti (autor de la ópera de estilo verista El Negro Miguel con letra de Pedro Blanco Vilariño), Alexis Rago autor de El Páramo, Miranda y Froilán el Infausto y Federico Ruíz autor de la famosa ópera bufa Los Martirios de Colón, con libreto de Aquiles Nazoa. Hoy en día la mayor parte de la actividad operística venezolana se realiza en el Teatro Teresa Carreño. Hay que destacar que en este recinto también se han estrenado óperas como  El Páramo de Alexis Rago y Los martirios de Colón de Federico Ruiz

### General
- Diccionario de la música española e hispanoamericana (DMEH), obra auspiciada por la Sociedad General de Autores y Editores (SGAE) y por el Instituto Nacional de las Artes Escénicas y de la Música (INAEM) del Ministerio de Educación, Cultura y Deporte de España.

### Argentina
- Enzo Valenti Ferro: "Historia de la ópera argentina". Argentina: Ediciones de Arte Gaglianone 1997.

### Colombia
- Egberto Bermúdez y Ellie Anne Duque: "Historia de la música en Santafé y Bogotá: 1538-1938". Fundación de Mvsica, Bogotá, 2000
- Marina Lamus Obregón, "Teatro siglo XIX. Compañías nacionales y viajeras". Círculo de lectura alternativa, Bogotá, 2004
- José Ignacio Perdomo Escobar: "La ópera en Colombia". Arco, Bogotá, 1979
- José Ignacio Perdomo Escobar: "Historia de la música en Colombia". Plaza & Janes, Bogotá, 1980
- Luis Carlos Rodríguez Álvarez: "Músicas para una región y una ciudad: Antioquia y Medellín 1820-1856". IDEA, Medellín, 2007
- Rondy Torres: "Le rêve lyrique en Colombie au XIX siècle. Prémisses, oeuvres et devenir". Tesis de doctorado (Mns). Paris 4 – Sorbonne, 2009

Enlaces
- http://josemariaponcedeleon.tripod.com/ Archivado el 2 de diciembre de 2014 en Wayback Machine.
- Ópera prima en París (Revista Arcadia, abril 2006)
- Entrevista a Rondy Torres (Revista Cambio, noviembre 2007)
- Entrevista Radio Internacional Francesa (enero 2012)
- https://filarmonicabogota.gov.co/valeriano-lanchas/

### Cuba
- Edwin T. Tolon y Jorge A. Gonazález: "Óperas cubanas y sus autores". Prólogo de Eduardo H. Alonso. Habana 1943.

### México
- Agranoff Ochs, Anna: Opera in contention: social conflicto in late nineteenth-century Mexico City. A dissertation submitted to the faculty of the University of North Carolina at Chapel Hill in partial fulfilment of the requirements for the degree of Doctor of Philosophy in the Department of Music. Chapel Hill 2011. // https://cdr.lib.unc.edu/indexablecontent?id=uuid:5b4e1c74-6231-4223-bb3d-6e25cfdd8a97&ds=DATA_FILE (enlace roto disponible en Internet Archive; véase el historial, la primera versión y la última).
- AA.VV. : "La ópera mexicana 1805-2002". México: Porrúa 2002
- Edgar Ceballos: "La ópera 1901-1925". México: Conaculta 2002.
- Gabriel Pareyón: "Diccionario de música en México". México: CONACULTA 1995.
- Octavio Sosa: "Diccionario de la ópera mexicana". México: INBA / CONACULTA 2006

### Uruguay
- Susana Salgado: "Breve historia de la música culta en el Uruguay".Montevideo: AEMUS 1971.

- "The Teatro Solís. 150 years of opera, concert and ballet in Montevideo." Middletown, Connecticut: Wesleyan University Press 2003

### Venezuela
- Felipe Sangiorgi. «José Ángel Montero y su ópera Virginia». Audioya.com. Consultado el 17 de diciembre de 2009.
- «Reynaldo Hahn». El poder de la palabra. Consultado el 17 de diciembre de 2009.
- Gabriel Saldivia. «Manuscritos sobre zarzuela en Venezuela». Manuscritos antiguos. Consultado el 17 de diciembre de 2009.
- «Cartas». Diario El Carabobeño. Dr. R.T. Blanco Vilariño. Archivado desde el original el 22 de noviembre de 2015. Consultado el 17 de diciembre de 2009.
- «Alexis Rago». Caroní Music. Consultado el 17 de diciembre de 2009.
- «Los Martirios de Colón». Ministerio del Poder Popular para la Cultura. Martes 18 de septiembre de 2007. Consultado el 17 de diciembre de 2009.
- Angel Ricardo Gómez (5). «Miranda canta su tragicomedia». Diario El Universal. Consultado el 10 de agosto de 2011.
- «Compositores». Petróleos de Venezuela, S.A. Consultado el 17 de diciembre de 2009.